# ライー
ライー (Raí) こと、ライー・ソウザ・ヴィエイラ・ジ・オリヴェイラ（Raí Souza Vieira de Oliveira, 1965年5月15日 - ）は、ブラジル・サンパウロ州リベイラン・プレト出身の元同国代表サッカー選手。
実兄はスペインW杯の「黄金のカルテット」の一人で「ドトール（医者）」の愛称で呼ばれたソクラテスである。

## クラブ経歴
ボタフォゴFCでキャリアをスタートすると頭角を現し、1987年にブラジル代表へ選出、1988年にはサンパウロに移籍するが、ソクラテス の弟であるというプレッシャーやストレスから不調になり、一時は引退も考えた程で、代表からも外れ、1990 FIFAワールドカップには出場できなかった。
テレ・サンターナ監督就任後、中心選手として復調し、1991年に代表復帰、クラブと代表の両方でキャプテンを務めた、1992年にリベルタドーレスカップ、トヨタカップを獲得。トヨタカップではFCバルセロナを相手に2ゴールを決めて優勝に貢献し、MVPを獲得した。また、同年南米最優秀選手賞を受賞した。
1993-94シーズン、フランスのパリ・サンジェルマンFCに移籍、すぐにチームにとって2回目となるリーグ優勝に貢献、また1995-96シーズンにはカップウィナーズカップ優勝に貢献、その他クープ・ドゥ・フランス、クープ・ドゥ・ラ・リーグを2度ずつ制した。1994-95シーズンは12ゴール、1995-96シーズンは14ゴールを記録、5シーズンでリーグ戦では51ゴールを決めるなど、成功を収めた。
選手としての晩年をサンパウロFCで過ごし、2000年に現役を引退した。サンパウロFCでは、393試合124ゴールの成績を残した。
2018年、サンパウロのエグゼクティブディレクターに就任した。

## 代表経歴
1987年に代表デビュー。その後約3年間代表からは遠ざかっていたが、1991年に代表に複帰。ワールドカップアメリカ大会では5試合に出場(グループリーグの3試合ではキャプテンを務めた。)、開幕戦となったロシア戦では先発出場し、PKで得点するが、決勝トーナメントに入ると疲れによるコンディションの悪さから、レギュラーを外れ、チームは優勝を果たすも、決勝のイタリア戦では出場機会を得られなかったが、精神的支柱としてチームに貢献した。ザガロが代表監督に就任すると長らく代表から外れたが、1998年のアルゼンチンとの試合で代表復帰。しかし1998年のワールドカップフランス大会には招集されずこれ以後も代表招集されることは無かった。

## その他
レオナルドによると、パリ・サンジェルマンとの契約が切れた後はJリーグでのプレーを切望していたという。

## 代表歴

### 出場大会
- ブラジル代表
  - 1994 FIFAワールドカップ : (1得点)

### 試合数
- 国際Aマッチ 49試合 16得点（1987年-1998年）[10]

| ブラジル代表 | 国際Aマッチ | 国際Aマッチ |
| 年           | 出場        | 得点        |
| ------------ | ----------- | ----------- |
| 1987         | 11          | 2           |
| 1988         | 0           | 0           |
| 1989         | 0           | 0           |
| 1990         | 0           | 0           |
| 1991         | 5           | 2           |
| 1992         | 7           | 6           |
| 1993         | 16          | 3           |
| 1994         | 9           | 3           |
| 1995         | 0           | 0           |
| 1996         | 0           | 0           |
| 1997         | 0           | 0           |
| 1998         | 1           | 0           |
| 通算         | 49          | 16          |